# Guildford Four
Als Guildford Four wurden vier 1975 unschuldig als Terroristen verurteilte Personen bekannt: die drei Nordiren Patrick „Paddy“ Armstrong, Gerard „Gerry“ Conlon und Paul Michael Hill sowie die Engländerin Carole Richardson.
Auslöser für eines der schwerwiegendsten Fehlurteile der jüngeren britischen Justizgeschichte waren von der Provisional IRA am 5. Oktober 1974 verübte Bombenanschläge auf zwei Pubs in Guildford („Horse and Groom“ und „Seven Stars“), bei denen fünf Menschen getötet und 65 teilweise schwer verletzt wurden sowie ein Bombenanschlag auf einen Pub in Woolwich am 7. November 1974, der zwei Todesopfer forderte.

## Bombenanschläge undPrevention of Terrorism Act
Insbesondere im Oktober und November 1974 verübte die Balcombe Street Gang der Provisional Irish Republican Army eine Reihe von Bombenanschlägen in England, die großen Einfluss auf die dortige öffentliche Meinung hatten. Die verheerendsten Attentate waren dabei die Bombenanschläge von Guildford mit 5 Todesopfern und 65 Verletzten (5. Oktober 1974), von Woolwich mit 2 Todesopfern (7. November 1974) und von Birmingham mit 21 Todesopfern und 161 Verletzten (21. November 1974), letzterer wurde jedoch nicht von der Balcombe Street Gang verübt. Forciert durch die Medien entwickelte sich bereits nach den Anschlägen von Guildford eine deutliche anti-irische Stimmung in der Bevölkerung, die in Brandanschlägen auf ein irisches Gemeinschaftshaus, eine römisch-katholische Schule und einen irischen Pub in Birmingham gipfelte. Um die angespannte Situation zu beruhigen und der öffentlichen Forderung nach Konsequenzen nachzukommen, wurde am 29. November 1974 in einem Schnellverfahren der Prevention of Terrorism Act (dt. etwa: Gesetz zur Terrorismusprävention, Antiterrorgesetz) erlassen. Dieses neue Gesetz erlaubte es der Regierung, die Freizügigkeit innerhalb des Vereinigten Königreichs einzuschränken, und der Polizei, Verdächtige auch bei nicht ausreichender Beweislage vorübergehend festzunehmen. Des Weiteren wurde der Innenminister ermächtigt, der Polizei zu gestatten, Terrorverdächtige auch ohne Einschaltung eines Haftrichters bis zu sieben Tage festzuhalten.

## Festnahme und Geständnisse der Guildford Four
Nahezu im zeitlichen Gleichklang mit der Verkündung des Prevention of Terrorism Acts wurde Paul Michael Hill als erster der „Guildford Four“ am 28. November 1974 verhaftet. Der im englischen Kilburn in einem Wohnheim und zeitweise bei Hausbesetzern lebende Nordire wurde im Hause der Eltern seiner Freundin in Southampton verhaftet und nach Guildford gebracht. Am 30. November stürmte die Polizei dann das Haus der Familie Conlon in der Cyprus Street in Belfast. Dort wurde Gerry Conlon, der von August bis Oktober 1974 einige Zeit in England verbrachte, verhaftet und ebenfalls zum Polizeihauptquartier von Guildford transportiert. Beide wurden unter Anwendung von tagelanger Folter (u. a. Gewaltandrohung, Schlafentzug, psychische Folter, Verweigerung von Nahrungsmitteln, im Falle von Paul Hill auch einer Scheinhinrichtung) durch Polizisten der Surrey-Police und der eigens eingeflogenen Royal Ulster Constabulary zu Geständnissen gezwungen. Hill schreibt dazu in seiner Autobiografie:

„Am Freitagmorgen war ich total zerschlagen und schwach vor Hunger. Dazu kam mein seelischer Zustand. Ich hatte keine Reserven mehr, war mit den Nerven am Ende. Man hatte mir nie Zeit zum Nachdenken gelassen, ich konnte meine Situation nicht ruhig und vernünftig überschauen. […] Aber die Logik ist das erste Opfer der Isolation und des seelischen Terrors […].“

Und weiter:

„Schließlich gestand ich, mit den Nerven am Ende. Ich hätte in alles eingewilligt, nur um endlich in Ruhe gelassen zu werden.“

Neben den Geständnissen gaben Hill und Conlon, die bis auf eine nur wenige Monate dauernde Mitgliedschaft Conlons in der Provisional Fianna keine Verbindung zur IRA hatten, unter den genannten Umständen auch eine Liste von Personen zu Protokoll, die mit IRA-Aktivitäten in Verbindung stehen sollten. Conlon nannte unter anderem den Namen seiner Tante Annie Maguire, Hill eine Reihe von Personen der Hausbesetzerszene. Im Zuge dieser Aussagen wurden neben zahlreichen Personen auch der Nordire Patrick „Paddy“ Armstrong und dessen englische Freundin Carole Richardson verhaftet. Zusammen mit Hill und Conlon wurden Armstrong und Richardson als Hauptbeschuldigte im Falle der Guildford-Anschläge angeklagt. Annie Maguire sowie sechs weitere Familienmitglieder und Freunde, darunter Gerry Conlons Vater Joseph Patrick „Giuseppe“ Conlon, wurden als IRA-Unterstützer angeklagt und später zu langjährigen Haftstrafen verurteilt. Sie gingen als Maguire Seven in die Geschichte ein.
Paul Hill gestand zusätzlich noch den von ihm nicht begangenen Mord an Brian Shaw, einem ehemaligen britischen Militärangehörigen, der 1974 in einem republikanischen Viertel Belfasts getötet wurde. Auf diesem Geständnis basierend, wurde er – noch vor den Guildford-Prozessen – in Belfast angeklagt und zu einer lebenslangen Freiheitsstrafe verurteilt.
In seiner Autobiografie Proved Innocent stellte Gerry Conlon später die These auf, dass die Brutalität der Surrey-Police auch dadurch bedingt war, dass die Birminghamer Polizei bereits wenige Stunden nach den dortigen Bombenanschlägen mit den Birmingham Six geständige Täter präsentieren konnte, die Surrey-Police aber auch nach Wochen keine Ermittlungsergebnisse bei den Guildford-Anschlägen in Händen hielt und in der öffentlichen Meinung als unfähig erschien.

### Alibis
Sowohl Carole Richardson und Gerry Conlon als auch Paul Hill konnten während der Ermittlungen Alibis für den Tatzeitraum der Guildford-Anschläge geben. Conlon gab an, sich zu der fraglichen Zeit gemeinsam mit einem irischstämmigen Obdachlosen in einem Londoner Park und in einem Wohnheim für irische Arbeiter aufgehalten zu haben. An den Namen der betreffenden Person im Park konnte er sich jedoch nicht erinnern. Wie sich später herausstellte, ging die Surrey Police den Aussagen Conlons nach und konnte die Aussagen im Januar 1975 tatsächlich bestätigen. Das bestehende Alibi wurde jedoch mit dem Hinweis „Not to be disclosed to the defence“ (übersetzt „Darf nicht an die Verteidigung weitergegeben werden“) versehen, unter Verschluss gehalten und nicht im Verfahren verwendet.
Carole Richardson konnte ebenfalls ein Alibi vorweisen. Während ihrer Inhaftierung meldete sich ein befreundeter Engländer bei der Polizei, der angab, gemeinsam mit Carole Richardson im fraglichen Tatzeitraum in einem Konzert gewesen zu sein. Nach seiner Aussage wurde dieser Zeuge ebenfalls festgenommen und nach eigenen Angaben mittels Folter und Drohungen zu einer Revision seiner Aussage gezwungen.
Paul Hill hielt sich zur Zeit des Bombenanschlags bei seiner Freundin in Southampton auf. Nach eigener Aussage war er nie später als 18 Uhr in Southampton, wenn er von London anreiste. Dies war deutlich vor den Anschlägen im „Seven Stars“ und im „Horse & Groom“. Von den Anschlägen selbst habe er am folgenden Tag aus der Zeitung erfahren.

## Prozess und Verurteilung

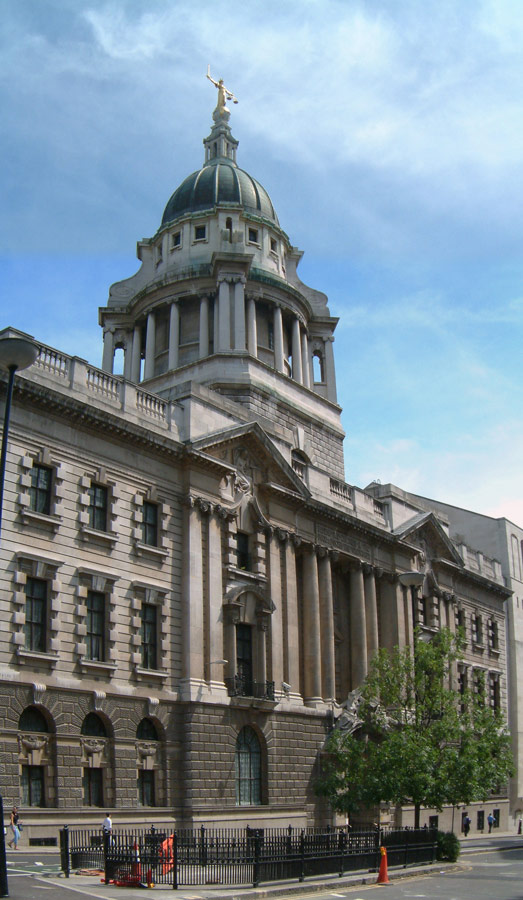
Ort des Guildford-Prozesses: Zentraler Strafgerichtshof, genannt „Old Bailey“, in London

Der Prozess gegen die Guildford Four wurde am 16. September 1975 im Old Bailey eröffnet. Alle vier Beschuldigten widerriefen unmittelbar nach Prozessbeginn mit dem Hinweis auf Folter ihre Geständnisse. Als Zeugen gehörte Polizeibeamte sagten jedoch unter Eid aus, keine Gewalt angewendet zu haben. Den Widerrufen sowie den geäußerten Foltervorwürfen wurde im späteren Urteil dann auch keinerlei Bedeutung zugemessen. Ebenso wenig wurde berücksichtigt, dass bei der Vernehmung der damals siebzehnjährigen und damit minderjährigen Carole Richardson entgegen bestehender Vorschriften weder ein Erziehungsberechtigter noch ein Rechtsbeistand anwesend waren.
Die seitens der Verteidigung angestrebte Aufklärung der Frage, warum die Polizei Paul Hill als Verdächtigen der Guildford-Anschläge verhaftete, wurde vom vorsitzenden Richter John Donaldson nicht weiter verfolgt. Es wurde lediglich festgehalten, dass die Polizei entsprechenden „Informationen aus Belfast“ nachgegangen sei.
Aussagen von Überlebenden der Bombenanschläge von Guildford ließen darauf schließen, dass im Pub „Horse & Groom“ ein Mann und eine Frau die Bombe platzierten, im Pub „Seven Stars“ seien es zwei Frauen und ein Mann gewesen. Die Ermittlungsbehörden legten dies Patrick Armstrong und Carole Richardson zur Last. Auf Basis von Zeugenaussagen angefertigte Phantombilder zeigten jedoch keinerlei Ähnlichkeit mit den beiden, ebenso war es den Zeugen nicht möglich, Carole Richardson in einer Gegenüberstellung als Täterin wiederzuerkennen.
Nach Abschluss der Beweisaufnahme lagen weder stichhaltige Zeugenaussagen noch forensische Beweise vor, welche die Sicht der Anklage bestätigten. Vielmehr gab es zumindest im Fall von Carole Richardson entlastende Aussagen, da ihr Freund seine nach eigenen Angaben aufgrund von Folter fehlerhaft abgegebene Aussage vor Gericht zugunsten von Richardson korrigierte. Die Anklage vertrat jedoch die Ansicht, dass Richardson zuerst die Bombe gelegt haben könnte, um anschließend als geplantes Alibi auf das in der Zeugenaussage genannte Konzert zu gehen. Richter Donaldson stützte sich auch deshalb bei seiner Urteilsverkündung am 22. Oktober 1975 ausschließlich auf die in Polizeigewahrsam abgegebenen Geständnisse der vier Angeklagten. Die vier Angeklagten wurden auf dieser Basis zu jeweils lebenslangen Freiheitsstrafen verurteilt. Richter Donaldson legte für Richardson keine Mindesthaftdauer fest, verfügte jedoch, dass Conlon nicht weniger als 30 Jahre und Armstrong nicht weniger als 35 Jahre verbüßen sollten:

“I must stress the words 'not less than'. […] I do not mean by this recommendation to give you any reason for hoping that after 30 or 35 years you will necessarily ever be released”

„Ich muss die Worte ‚nicht weniger als‘ betonen. Mit dieser Empfehlung gebe ich Ihnen keinen Grund zu hoffen, nach 30 oder 35 Jahren jemals freigelassen zu werden.“

Im Falle von Paul Hill verzichtete Richter Donaldson auf eine Einschränkung, machte aber deutlich, dass eine lebenslange Freiheitsstrafe hier wirklich die volle Länge seines Lebens bedeute:

“In my view your crime is such that life imprisonment must mean life. If as an act of mercy you are ever to be released it could only be on account of great age or infirmity.”

„Meiner Meinung nach ist Ihr Verbrechen ein solches, wo lebenslange Haft auch ein Leben lang sein muss. Wenn Sie in einem Akt der Barmherzigkeit jemals freigelassen werden, so kann dies nur wegen hohen Alters oder Gebrechlichkeit passieren.“

## Berufungsversuche, Privatinitiative und Wiederaufnahme und Freilassung
Eine Berufung der „Guildford Four“ wurde 1977 abgewiesen, obwohl eine zwischenzeitlich verurteilte IRA-Einheit, in der Folge bekannt als „Balcombe Street Gang“, die zahlreiche Anschläge in Großbritannien verübt hatte, sich unter anderem zu den Anschlägen in Guildford und Woolwich bekannt hatte. Die vier Mitglieder der Balcombe-Gang sagten auch während des Berufungsverfahrens der Guildford Four aus und übernahmen die volle Verantwortung für die Taten. Des Weiteren wurde ein Gutachter gehört, der die Bombenanschläge der Jahre 1974 und 1975, also auch nach der Inhaftierung von Hill, Conlon, Armstrong und Richardson aufgrund identischer Ausführungen und Details als „Anschlagsserie“ bezeichnete, die mit hoher Wahrscheinlichkeit von denselben Tätern verübt worden war. Der leitende Staatsanwalt deutete die Aussagen der Beweisaufnahme jedoch so, dass die (inzwischen ebenfalls zu lebenslanger Haft verurteilten) Mitglieder der Balcombe-Gang versuchten, ihre IRA-Freunde durch die Übernahme der alleinigen Schuld aus der Haft zu befreien. Ferner legte er Ermittlungsergebnisse vor, welche die Interpretation zuließen, dass die Anschläge gemeinsam von den Guildford Four und der Balcombe-Gang verübt worden seien. Der zuständige Richter folgte dieser Interpretation und wies die Berufung ab.
Das Schicksal der „Guildford Four“ fand erst in den 1980er Jahren – auch bedingt durch den Tod von Giuseppe Conlon – wieder in die nationalen Schlagzeilen und gab einer von Angehörigen ins Leben gerufenen Privatinitiative Aufwind, die sich beharrlich für die Freilassung der vier Inhaftierten einsetzte. Besonders engagiert war in diesem Zusammenhang der englische Kardinal Basil Hume, der bereits ab 1978 bis zu dessen Tod in schriftlichen Kontakt mit Giuseppe Conlon stand. Diese Initiative, später bekannt als „die Deputation“ oder „die Kampagne“, sowie das Engagement der Anwälte Alastair Logan und Gareth Peirce erhöhte schließlich auch den Druck auf die britische Justiz und den zuständigen Innenminister Merlyn Rees, eine erneute Untersuchung des Falles anzuordnen, nicht zuletzt auch nachdem sich mehrere Prominente, darunter auch Parlamentsabgeordnete, für die Freilassung der „Four“ eingesetzt hatten. Im Jahr 1987 erstellte auch das britische Innenministerium (Home Office) ein Memorandum, in welchem die Schuld der „Guildford Four“ angezweifelt wurde, und setzte die Sharples-Kommission ein, die das Zustandekommen der Geständnisse und der Verurteilungen untersuchen sollte. Diese Kommission analysierte die Gerichts- und Polizeiakten und stellte Unregelmäßigkeiten fest. So gab es im Falle Armstrongs ein maschinengeschriebenes Geständnis, dem handschriftlich Ergänzungen beigefügt wurden. Während des Gerichtsverfahrens 1975 wurde jedoch ein vollständig handgeschriebenes Geständnis vorgelegt. Die Kommission stellte die Vermutung an, dass das maschinengeschriebene Geständnis schon vor den Verhören Armstrongs angefertigt wurde und somit fingiert war. Im Falle Hills wurden Diskrepanzen zwischen den Aussagen der Polizeibeamten im Prozess und Verhöraufzeichnungen herausgestellt. Ferner wurde der Teil seines Geständnisses, in dem er Carole Richardson genannt haben soll, offenbar in Gänze fingiert, da dieser Teil nach Anklageerhebung entstand. Ein Verhör eines Beschuldigten durch die Polizei nach Anklageerhebung hätte aber besonderer Anträge und Genehmigungen bedurft, die es offenbar nie gegeben hat.
Im Falle Conlons fanden sich die oben genannten Aussagen, die sein Alibi bestätigten. Diese Aussagen wurden jedoch nie im Prozess verwendet und von der Surrey-Police zurückgehalten.
Im Jahr 1989 wurde der Fall schließlich neu aufgerollt. Nicht zuletzt aufgrund der nun aufgetauchten Beweismittel und Aussagen hob das Gericht die Urteile gegen die „Guildford Four“ am 19. Oktober 1989 schließlich auf und die fälschlicherweise Verurteilten wurden teilweise direkt aus der Haft entlassen. Nur Paul Hill wurde noch vorübergehend wegen der Verurteilung wegen Mordes an einem britischen Armeeangehörigen in ein Gefängnis von Belfast überführt.
Keiner der für die Folter während der Vernehmung verantwortlichen Ermittlungsbeamten wurde je zur Verantwortung gezogen. Im Falle Gerry Conlons wird jedoch eine Entschädigungszahlung zwischen 400.000 und 500.000 britischen Pfund kolportiert.

## Folgen und Nachwirkung
Die Verhörmethoden der britischen Polizei waren später auch Gegenstand einer Klage der Republik Irland gegen das Vereinigte Königreich vor dem Europäischen Gerichtshof für Menschenrechte.
Die Autobiografie Proved Innocent von Gerry Conlon wurde 1993 verfilmt: Im Namen des Vaters mit Daniel Day-Lewis, Emma Thompson und Pete Postlethwaite. Conlon, der am 21. Juni 2014 starb, war auch weiterhin in den Medien präsent und berichtete, dass ihn die Folgen des Urteils auch noch Jahre nach seiner Freilassung massiv beeinträchtigt hatten.
Paul Hill heiratete 1993, vier Jahre nach seiner Freilassung, die Nichte des ehemaligen US-Präsidenten John F. Kennedy, Courtney Kennedy. Die mediale Einmischung des Kennedy-Clans in eine weitere Berufungsverhandlung Hills 1993 führte zu massiver Kritik seitens englischer Printmedien.
Am 9. Februar 2005, fast exakt 30 Jahre nach der Verurteilung, entschuldigte sich Tony Blair öffentlich bei den „Guildford Four“ und deren Familienangehörigen, nachdem er bereits im Juli 2000 Kontakt mit den Vier aufgenommen hatte.